# Фрейшу (Марку-де-Канавезеш)
Фрейшу (порт. Freixo) — район (фрегезия) в Португалии, входит в округ Порту. Является составной частью муниципалитета Марку-де-Канавезеш. По старому административному делению входил в провинцию Дору-Литорал. Входит в экономико-статистический субрегион Тамега, который входит в Северный регион. Население составляет 850 человек на 2006 год. Занимает площадь 4,60 км².